# Phacelia breweri
Phacelia breweri är en strävbladig växtart som beskrevs av Asa Gray. Phacelia breweri ingår i Faceliasläktet som ingår i familjen strävbladiga växter. Inga underarter finns listade i Catalogue of Life.